# Chennimalai
Chennimalai es una ciudad y nagar Panchayat situada en el distrito de Erode en el estado de Tamil Nadu (India). Su población es de 15500 habitantes (2011). Se encuentra a 28 km de Erode.

## Demografía
Según el censo de 2011 la población de Chennimalai era de 15500 habitantes, de los cuales 7711 eran hombres y 7789 eran mujeres. Chennimalai tiene una tasa media de alfabetización del 82,36%, superior a la media estatal del 80,09%: la alfabetización masculina es del 89,69%, y la alfabetización femenina del 75,17%.